# Günter-Grass-Haus

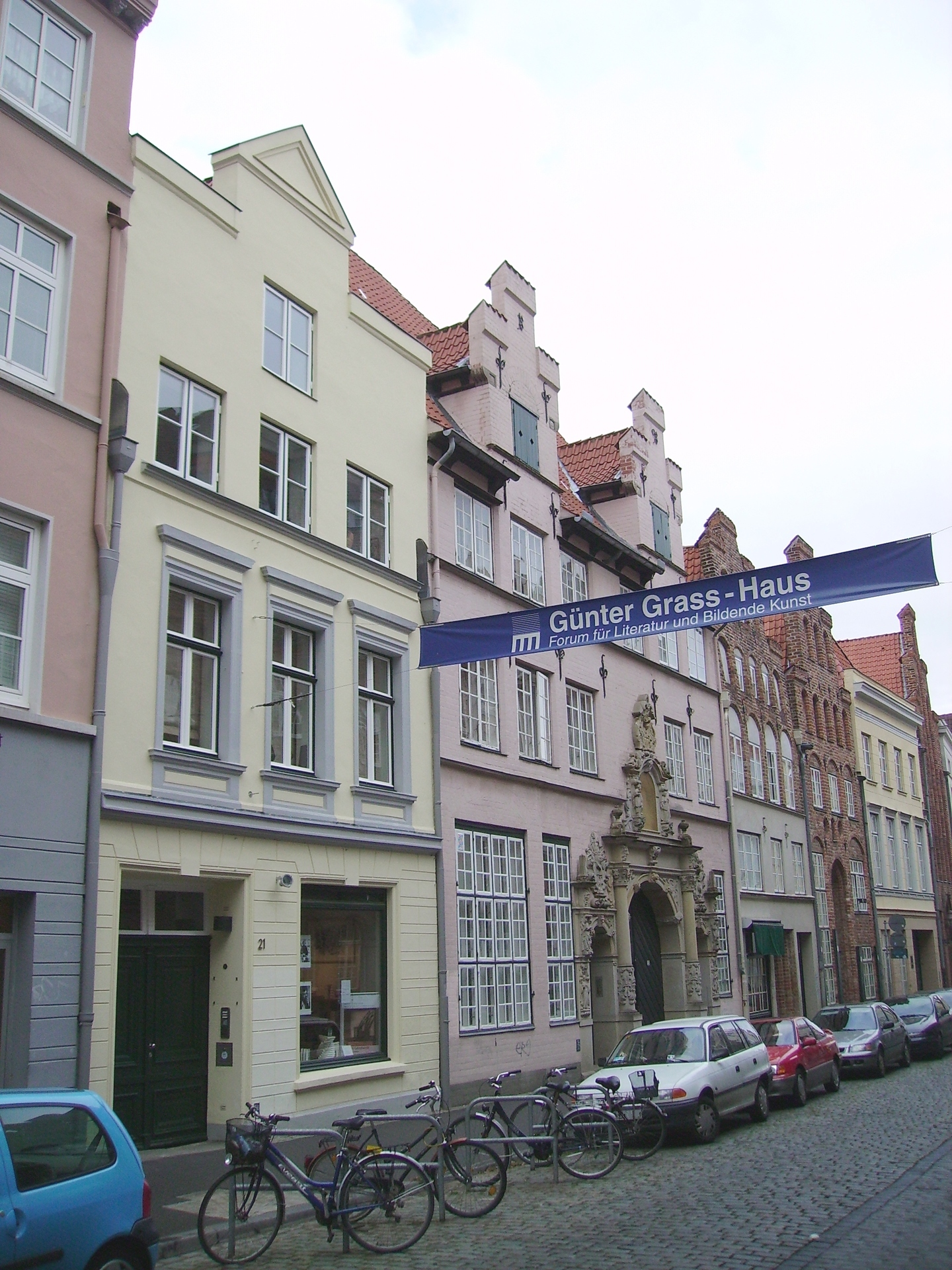
Günter-Grass-Haus (Fassade) (2008)

Das Günter-Grass-Haus ist ein Gebäude und Museum in der Lübecker Altstadt, das dem literarischen, malerischen und plastischen Schaffen des Literaturnobelpreisträgers Günter Grass gewidmet ist, der im Alter bei Lübeck lebte. Träger des im Oktober 2002 eröffneten Hauses ist die Kulturstiftung Hansestadt Lübeck.

## Einrichtung
Das Günter-Grass-Haus wurde als Forum für Literatur und bildende Kunst im Jahr 2002 in der Glockengießerstraße 21 in Lübeck eröffnet. Der Schwerpunkt des Museums ist die Erforschung und Vermittlung des Zusammenwirkens von Literatur und bildender Kunst in Grass’ Werk.

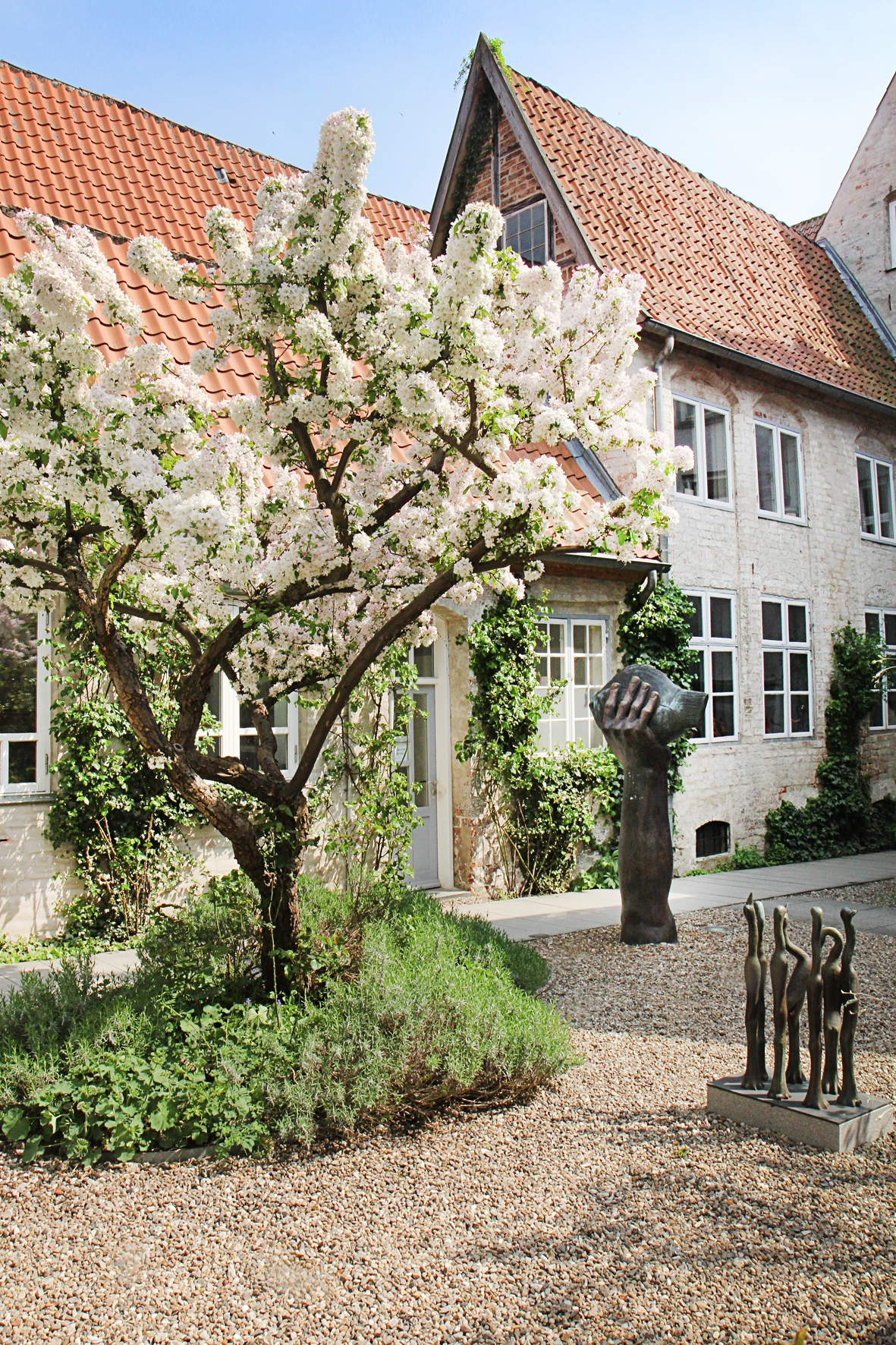
Skulpturenhof mit den Grass-Plastiken Der Butt im Griff und Sieben Vögel (2014)

Der 1927 in Danzig geborene Schriftsteller, Grafiker, Maler und Bildhauer lebte von 1986 bis zu seinem Tod 2015 in der Nähe der Hansestadt in Behlendorf, sein Sekretariat und sein Archiv befand sich seit den 1990er Jahren im selben Gebäude der Glockengießerstraße. Trotz der räumlichen Nähe zu seinem Namensgeber arbeitete das Günter-Grass-Haus wissenschaftlich unabhängig. Die Leitung hatten in den ersten Jahren die Kunsthistoriker Kai Artinger und Stefanie Wiech inne. Auf Wiech folgte 2009 der Germanist und Historiker Jörg-Philipp Thomsa als Museumsleiter.
Nach Grass’ Tod veranstaltete das Günter-Grass-Haus in Kooperation mit dem Steidl Verlag die zentrale Gedenkveranstaltung, die am 10. Mai 2015 im Theater Lübeck im Beisein des Bundespräsidenten Joachim Gauck stattfand. Die Hauptrede hielt der Schriftsteller John Irving. Helene Grass und Mario Adorf lasen Gedichte des Verstorbenen.
Anlässlich des 90. Geburtstags von Günter Grass richtete das Günter Grass-Haus am 28. November 2017 in der Lübecker Musik- und Kongresshalle eine Festveranstaltung mit Salman Rushdie aus, der mit dem Literaturnobelpreisträger befreundet war. Die Teilnehmer des von Günter Grass gegründeten Lübecker Literaturtreffens Dagmar Leupold, Eva Menasse, Benjamin Lebert, Fridolin Schley und Tilman Spengler lasen aus dem Roman Ein weites Feld.
Träger des Hauses ist die Kulturstiftung Hansestadt Lübeck. Der Freundeskreis Günter-Grass-Haus e. V. unterstützt und fördert die Arbeit des Museums. Mitglieder des Freundeskreises sind neben Bürgern Lübecks auch Persönlichkeiten des öffentlichen Lebens wie u. a. Mario Adorf, Björn Engholm, Günter Netzer, Eva Menasse, Gerhard Schröder, Klaus Staeck, Frank-Walter Steinmeier, Volker Schlöndorff, Denis Scheck und Ulrich Wickert.

## Standort
Der Gebäudekomplex mit zwei sanierten Altstadthäusern in der Glockengießerstraße befindet sich unterhalb der Katharinenkirche. Die Gestaltung übernahm der Lübecker Architekt Thomas Schröder-Berkentien in Zusammenarbeit mit dem Hamburger Studio Heller. Auf zwei schmalen 50 Meter langen Parzellen mit einem mittelalterlichen Innenhof befinden sich das Vorder- und das Hinterhaus mit der eigentlichen Ausstellungsfläche. Im Innenhof sind im Skulpturengarten Bildhauerarbeiten von Grass wie die Skulptur Der Butt im Griff zu sehen. Jedes Jahr im Sommer findet hier ein großes Kinderfest mit wechselnden Themen sowie die Lübecker Museumsnacht statt. Über den hinteren Museumsgarten, in dem ebenfalls Plastiken von Günter Grass zu sehen sind, besteht eine Verbindung mit der Außenstelle der Bundeskanzler-Willy-Brandt-Stiftung in der Königstraße, dem 2007 eröffneten Willy-Brandt-Haus Lübeck.

## Ausstellung

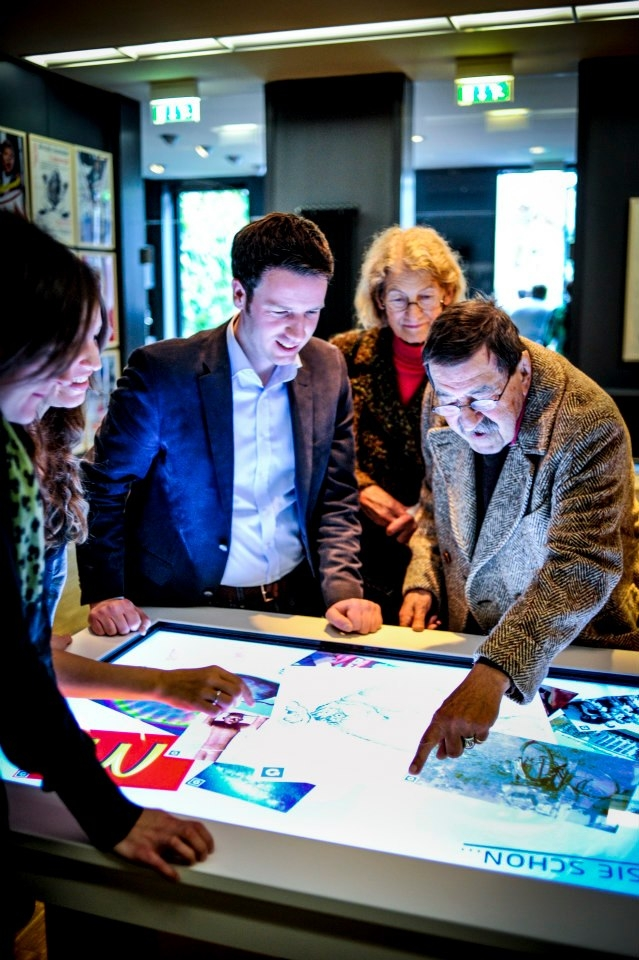
Museumsleiter Jörg-Philipp Thomsa mit Ute und Günter Grass (2014)

Die Sammlungsausstellung wurde im Jahr 2012 komplett überarbeitet. Unter dem Titel „Das Ungenaue genau treffen“ bietet sie seitdem Einblicke in den Schaffensprozess des Künstlers und zeigt Verbindungslinien in seinen Wort- und Bildwelten auf. Die Schau beleuchtet in fünf Ausstellungselementen zum Teil weitestgehend unbekannte Facetten aus Grass’ Leben und Werk. Aktuell sind folgende Themenkreise zu sehen: Der Nationalsozialismus und seine Folgen, Politisches Engagement, Skandale, Literatur und bildende Kunst sowie Grass und die Religionen. Eines der Elemente wird jährlich zu Grass’ Geburtstag im Oktober ausgetauscht. Die Besucher können am Ende des Rundgangs darüber abstimmen, welcher Aspekt aus seinem Leben und Werk künftig in der Ausstellung gezeigt werden soll. In einem digitalen Archiv können die vergangenen Ausstellungselemente entdeckt werden, die das Publikum in den letzten Jahren selbst bestimmte. Dies waren „Sexualität im Werk von Günter Grass“ (2013), „Grass als Soldat“ (2014), „Grass und die Ostsee“ (2015), „Grass und die Kochkunst“ (2016), „Grass und die Religionen“ (2017), „Grass und Brandt“ (2018) und „Grass und der Wald“ (2019).

## Sammlung
Für die interdisziplinäre Forschung steht dem Museum eine Sammlung mit mehr als 1.400 originalen Zeichnungen, Lithographien, Aquarellen und Radierungen sowie zahlreichen Manuskripten aus dem Nachlass des Künstlers zur Verfügung. 2016 wurde der gesamte Sammlungsbestand digitalisiert.
Im Mai 2018 erwarb das Günter Grass-Haus 33 frühe Bilder von Günter Grass aus dem Bestand der Günter und Ute Grass Stiftung. Zum angekauften Konvolut gehören Aktstudien, Porträts, Aquarelle, Tuschezeichnungen und ein Druck des vermutlich einzigen Holzschnitts des Künstlers.
Mit Mitteln aus dem Etat der Beauftragten der Bundesregierung für Kultur und Medien, der Possehl- und von Keller-Stiftung erwirbt das Museum im Dezember 2020 die vollständigen Manuskriptfassungen der autobiografischen Werke „Beim Häuten der Zwiebel“ (2006) und „Die Box. Dunkelkammergeschichten“ (2008) von der Günter und Ute Grass Stiftung.

## Digitales
Mithilfe modernster Technologien erweckt die Virtual Reality-Anwendung „Inside Blechtrommel. Ein Literaturerlebnis“ den weltberühmten Roman von Günter Grass zum Leben. Die Besucher erleben aus der Perspektive des dreijährigen Oskar Matzerath die zentralen Motive der Handlung und erfahren mehr über die Entstehungsgeschichte des Debütromans von Günter Grass.
Mit der Augmented Reality-Tour Tatort Gerresheim. Oskar Matzerath und die verschwundene Krankenschwester lösen die Nutzer einen Kriminalfall aus dem dritten Teil der „Blechtrommel“, indem sie an neun verschiedenen Stationen mit den Exponaten des Museums interagieren.

Im Dezember 2020 erweitert das Museum seine digitalen Angebote mit einem virtuell begehbaren Archiv mit insgesamt 48 interaktiven 3D-Animationen. Darin präsentieren Persönlichkeiten wie Nina Hoss, Ranga Yogeshwar, T. C. Boyle, Anna Thalbach, Jan-Josef Liefers, Johann Lafer u. v. m. die Werke aus dem Sammlungsbestand und liefern Hintergrundinformationen über die Entstehungsprozesse der Grafiken, Skulpturen und Manuskripte von Günter Grass. 

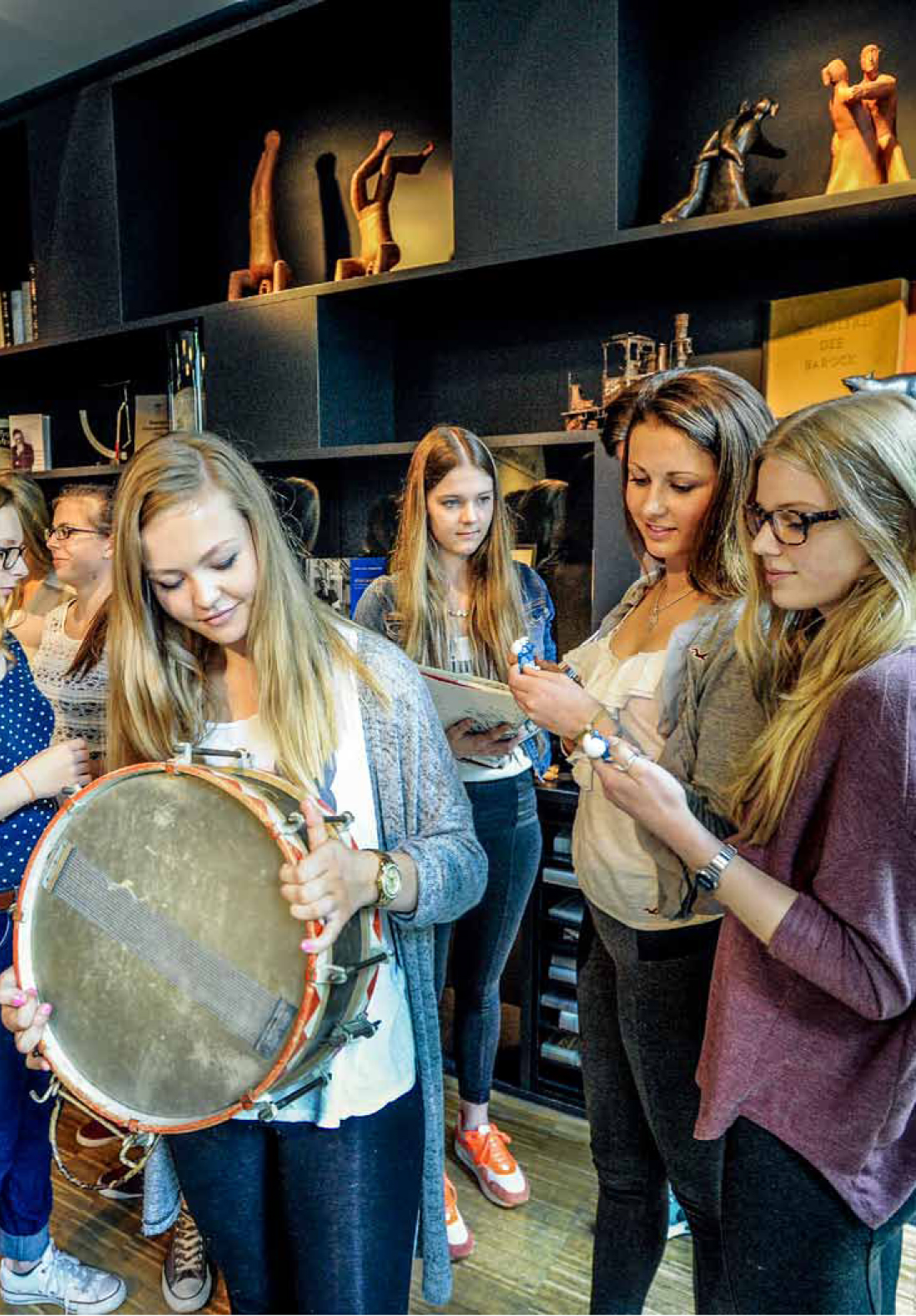
Kosmos Grass

## Sonderausstellungen
Das Museum präsentiert zudem in einer Sonderausstellungsreihe andere Künstler, die wie Grass in mehr als einer Disziplin arbeiteten oder noch arbeiten. Zu den Doppel- und Mehrfachbegabungen, die das Haus bisher gezeigt hat, zählen Johann Wolfgang von Goethe, Hermann Hesse, Wilhelm Busch, Friedrich Dürrenmatt, Gottfried Keller, Arno Schmidt, Ernst Barlach, Janosch, Robert Gernhardt, John Lennon, Markus Lüpertz, Cornelia Funke, Winston Churchill und Joachim Ringelnatz.
In der Sonderausstellung „Don’t fence me in. Frühe Bilder von Günter Grass“ zeigte das Günter Grass-Haus zum ersten Mal Werke des Künstlers in der Öffentlichkeit, die 2013 durch Zufall entdeckt worden waren. Die Zeichnungen, Aquarelle und Plastiken hatte Grass als Steinmetzpraktikant und Kunststudent in Düsseldorf angefertigt.
Die Sonderausstellung „Verschiedene Ansichten. Böll und Grass“ eröffnete die Literaturnobelpreisträgerin des Jahres 2015, Swetlana Alexijewitsch, am 21. Februar 2017.
2018 präsentierte das Museum zum ersten Mal in Deutschland Fotografien des Literaturnobelpreisträgers und Oscar-Gewinners George Bernard Shaw.
Von Oktober 2018 bis Februar 2019 zeigte das Forum für Literatur und bildende Kunst die Ausstellung „Grass in Farbe. Aquarelle von Günter Grass“. Die Arbeiten stammten hauptsächlich aus der Sammlung des Hauses.
Von Februar bis August 2019 verwandelte Jonathan Meese das erste Obergeschoss des Museums in ein Gesamtkunstwerk. In der Ausstellung unter dem Titel „GROSSVATER / GOLD“ zeigte der Künstler im Günter Grass-Haus zahlreiche Gemälde, Plastiken und Schriften. Die Ausstellung war Teil eines Gesamtprojekts in Lübeck, an dem die Kunsthalle St. Annen, die Overbeck-Gesellschaft, die St.-Petri-Kirche und die Kulturwerft Gollan mitwirkten.
Die Sonderausstellung „Grass, Kehlmann und die Welt des Barocks“ thematisierte die Bedeutung des Barocks im Werk von Günter Grass und Daniel Kehlmann (Tyll). Anlass war der 40. Geburtstag der Erzählung Das Treffen in Telgte von Günter Grass, Christiane Paul und Daniel Kehlmann eröffneten die Ausstellung am 26. August 2019 im Theater Lübeck.
Unter dem Titel „Günter Grass: Mein Fußballjahrhundert“ präsentierte das Günter Grass-Haus in Zusammenarbeit mit dem Deutschen Fußballmuseum von März bis September 2020 eine Schau über die wenig bekannte Fußball-Leidenschaft des Literaturnobelpreisträgers.
In einer vom Verleger Gerhard Steidl kuratierten Sonderausstellung zeigte das Günter Grass Haus von Oktober 2020 bis Januar 2021 über 800 Istanbul-Fotografien des türkischen Literaturnobelpreisträgers Orhan Pamuk.
Die Ausstellung »Into the Trees« zeigt, welche Bedeutung der Wald im Schaffen des Schriftstellers, Malers und Bildhauers Günter Grass hatte. In Romanen und Gedichten des Literaturnobelpreisträgers, aber auch in Aquarellen, Zeichnungen, Lithographien und Plastiken beschäftigt sich der Künstler immer wieder mit dem Wald und der stetig fortschreitenden Zerstörung der Umwelt durch den Menschen. Der international bekannte DJ und Ornithologe Dominik Eulberg eröffnete am 8. Juli 2021 die Schau und sprach über die größte Künstlerin aller Zeiten – die Natur.

## Veröffentlichungen
- Kai Artinger, Hans Wißkirchen (Hrsg.): „Wortbilder und Wechselspiele“. Das Günter-Grass-Haus. Forum für Literatur und bildende Kunst. Göttingen 2002.
- Hans Wißkirchen (Hrsg.): Die Vorträge des 1. Internationalen Günter-Grass-Kolloquiums im Rathaus zu Lübeck. Lübeck 2002.
- Kai Artinger (Hrsg.): „Diesseits und jenseits von Arkadien“. Goethe und Grass als Landschaftszeichner. Göttingen 2004.
- Kai Artinger (Hrsg.): Hubertus Giebe. Grafiken zu dem Roman „Die Blechtrommel“. Lübeck 2005.
- Günter-Grass-Haus (Hrsg.): Die Unsterblichen. Die Bilderwelt des „Weiten Feldes“ von Günter Grass. Lübeck 2005.
- Günter-Grass-Haus (Hrsg.): Von der Arbeit an der Erinnerung. Zu Günter Grass „Beim Häuten der Zwiebel“. Lübeck 2007.
- Stefanie Wiech, Hans Wißkirchen (Hrsg.): Günter Grass. Schriftsteller und Bildkünstler. Lübeck 2007.
- Jörg-Philipp Thomsa, Stefanie Wiech (Hrsg.): Ein Bürger für Brandt. Der politische Grass. Lübeck 2008.[35]
- Jörg-Philipp Thomsa (Hrsg.): Ein Buch schreibt Geschichte. 50 Jahre „Die Blechtrommel“. Lübeck 2009.[36]
- Jörg-Philipp Thomsa, Viktoria Krason (Hrsg.): Von Danzig nach Lübeck. Günter Grass und Polen. Z Gdanska do Lubeki. Günter Grass i Polska. Lübeck 2010.[37]
- NABU, Günter-Grass-Haus (Hrsg.): „Wolken überm Wald“. Eine Ausstellung des NABU in Zusammenarbeit mit dem Günter-Grass-Haus. Lübeck 2011.
- Andrea Fromm, Jörg-Philipp Thomsa (Hrsg.): „Idyllenjäger“. Gottfried Keller als Maler. Lübeck 2012.
- Tatjana Dübbel, Jörg-Philipp Thomsa (Hrsg.): „Unruhe im Olymp“. Gedichte, Zeichnungen und Skulpturen von Markus Lüpertz. Lübeck 2013.
- Jörg-Philipp Thomsa (Hrsg.): Das neue Grass-Haus. Lübeck 2013.
- Jörg-Philipp Thomsa (Hrsg.): Gedenkveranstaltung für Günter Grass. Lübeck 2015.[38]
- Kulturstiftung der Länder in Verbindung mit dem Günter Grass-Haus (Hrsg.): PATRIMONIA · 239. »War eigentlich ein schönes Schiff...« Katalog zur Ausstellung im Günter Grass-Haus, Lübeck, 26. Januar 2015 bis 6. Januar 2016. Lübeck 2015.[39]
- Jörg-Philipp Thomsa, Tatjana Dübbel (Hrsg.): Winston Churchill – Schriften. Reden. Bilder. Lübeck 2016.
- Jörg-Philipp Thomsa (Hrsg.): Zwei Lange Nächte für Günter Grass. Freunde und Weggefährten erinnern sich. Lübeck 2017.
- Jörg-Philipp Thomsa (Hrsg.): "In Szene gesetzt". George Bernard Shaw und die Fotografie. Lübeck 2018.
- Jörg-Philipp Thomsa (Hrsg.): Salman Rushdie: Erinnerungen an Günter Grass. Lübeck 2018.
- Jörg-Philipp Thomsa, Adeline Henzschel (Hrsg.): Aus dem Tagebuch einer Schnecke. Interdisziplinäre Aspekte zu einem Schlüsselwerk von Günter Grass. Lübeck 2018.
- Oliver Zybok (Hrsg.): Jonathan Meese. »DR. ZUHAUSE: K.U.N.S.T (ERZLIEBE)«. Katalog zur Ausstellung »Gesamtkunstwerk Lübeck« in der Overbeck-Gesellschaft, Kunsthalle St. Annen, Günter Grass-Haus, St. Petri zu Lübeck, Kulturwerft Gollan, Lübeck, 17. Februar 2019 bis 4. August 2019. Köln 2019.
- Jörg-Philipp Thomsa (Hrsg.): Zwei lange Nächte für Günter Grass. Freunde und Weggefährten erinnern sich. Lübeck 2020.
- Manuel Neukirchner, Jörg-Philipp Thomsa (Hrsg.): Günter Grass. Mein Fußballjahrhundert. Katalog zur Ausstellung. Göttingen 2021.[40]